# Italie continentale
Pour les articles homonymes, voir Italie (homonymie).
Ne doit pas être confondu avec Padanie ou Italie du Nord.
L'Italie continentale, en italien Italia continentale, est une région géographique d'Europe du Sud faisant partie de l'ensemble géographique plus vaste de l'Italie, centrée autour de la plaine du Pô et incluant les versants méridionaux des Alpes. L'Italie continentale couvre le Nord de l'Italie, Monaco, l'extrême Sud-Est de la France, une partie du Sud de la Suisse, le Sud-Ouest de la Slovénie et l'extrême Ouest de la Croatie,,,,,,. Elle se prolonge au sud par la péninsule italienne.